# Scharnhorst-Klasse (1907)
Die Schiffe der ersten deutschen Scharnhorst-Klasse waren nach der Roon-Klasse die zweite Klasse von Großen Kreuzern der Kaiserlichen Marine, die eine vergrößerte Verdrängung gegenüber den vorhergehenden Klassen aufwies. Die Klasse bestand aus den beiden Einheiten Scharnhorst und Gneisenau. Die beiden Einheiten, benannt nach preußischen Militärreformern aus der Zeit der Befreiungskriege, gehören auf Grund ihres Einsatzes und Endes im Ersten Weltkrieg zu den bekanntesten Schiffen Deutschlands zur damaligen Zeit.

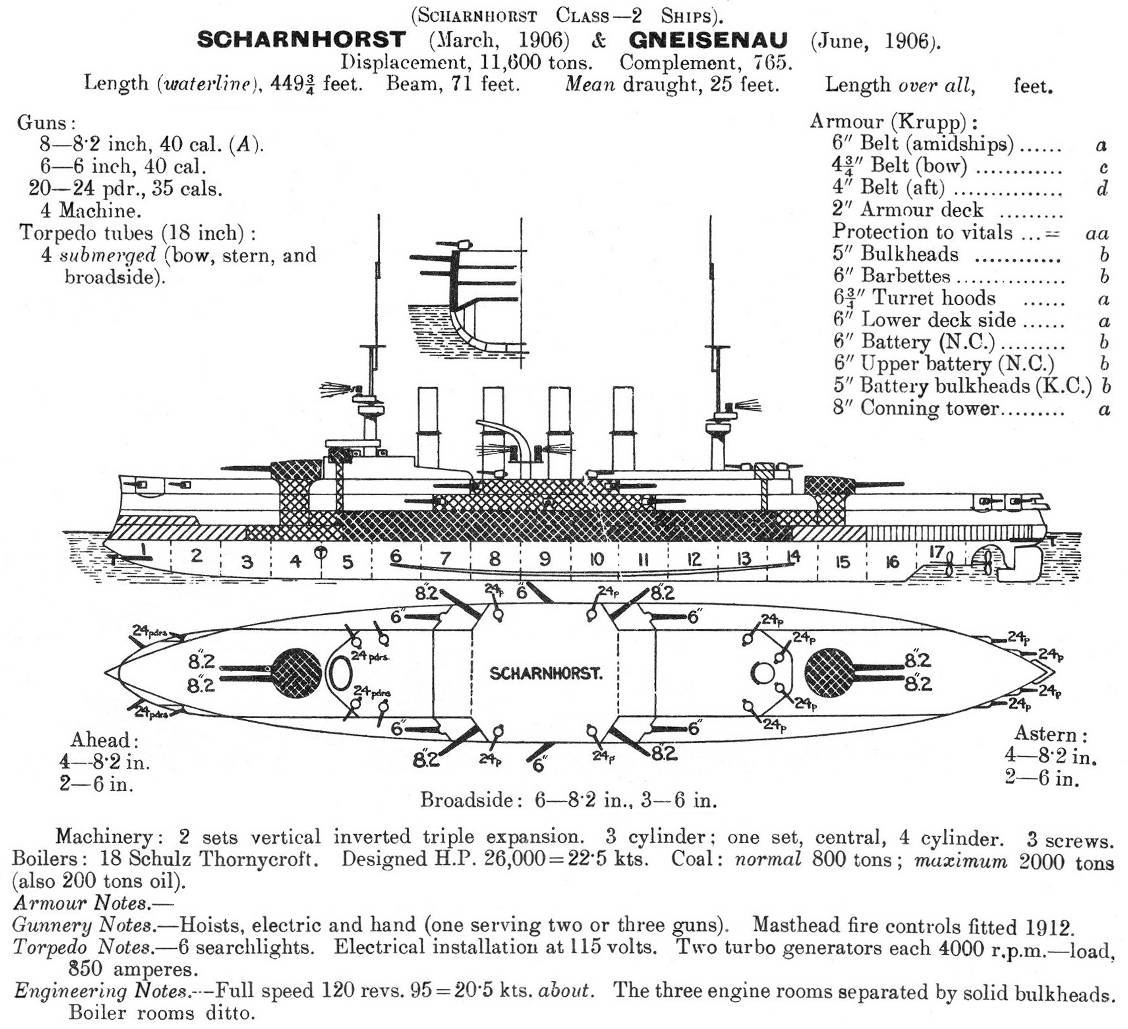
Seiten und Decksansicht der Scharnhorst-Klasse

Die beiden Schiffe waren größer als alle vorher gebauten deutschen Panzerkreuzer. Beide Schiffe waren bereits nach Indienststellung – bedingt durch das zeitgleich entwickelte britische Konzept des Schlachtkreuzers nicht mehr zeitgemäß. Verwendung fanden sie dann im Einsatz in Übersee. Für ihre Entstehungszeit als Panzerkreuzer waren sie ausreichend bewaffnet wie schnell, jedoch durch die Modernisierungen im sich zügig entwickelnden internationalen Kriegsschiffbau bei der Indienststellung schon veraltet.
Das nachfolgende Einzelschiff, die Blücher, stellte gegenüber der Scharnhorst-Klasse eine deutliche Weiterentwicklung in der Reihe der in der deutschen Marine als Große Kreuzer bezeichneten Schiffe dar.

## Einheiten
| Name        | Bauwerft              | Kiellegung | Stapellauf    | Indienststellung | Verbleib                                                    |
| ----------- | --------------------- | ---------- | ------------- | ---------------- | ----------------------------------------------------------- |
| Gneisenau   | AG Weser, Bremen      | 1904       | 14. Juni 1906 | 6. März 1908     | Am 8. Dezember 1914 durch brit. Schiffsartillerie versenkt. |
| Scharnhorst | Blohm & Voss, Hamburg | 1905       | 22. März 1906 | 24. Oktober 1907 | Am 8. Dezember 1914 durch brit. Schiffsartillerie versenkt. |